# 島津義虎
島津義虎（1536年5月20日—1585年8月20日），日本戰國時代至安土桃山時代的武將。薩摩國島津氏分家薩州家第6代當主。父親是薩州家第5代當主島津實久。

## 生平
在天文5年（1536年）出生，家中長男。幼名初千代。受室町幕府第12代將軍足利義晴下賜偏諱，改名為晴久（在義晴死後，改名為陽久）。
父親實久為了爭奪薩摩守護職，而與伊作家的島津忠良、貴久父子對立，不過義虎反而作出順從姿態。實久敗於忠良父子後，在出水隱居。此後，迎島津義久的長女於平為正室，以求和解，並在以後臣從（一說指，在實久與忠良父子戰鬥，一直至實久死去，在義虎一代才開始臣從）。
另一方面，雖然向繼承島津宗家的伊作家臣從，不過經常獨自作出行動。永祿6年（1563年），上洛並拜謁第13代將軍足利義輝（義晴的兒子），得到一字拜領並改名為義俊，後來再改名為義虎。另外，因為東鄉的領主東鄉重治（大和守）偷走義虎的家臣湯田兵庫成重秘藏的飼犬，雙方從天文16年（1547年）開始，持續約20年的爭鬥，不斷展開合戰。更在永祿8年（1565年）3月，命令叔父忠兼攻略肥後國天草的長島（協助在天文23年（1554年）被相良晴廣流放到長島的長島鎮真），攻滅取代鎮真成為長島領主的天草越前守，令長島成為薩州島津家的領地（更在7月8日謀殺忠兼）。
永祿10年（1567年），守備羽月城以防禦肥後相良氏。永祿12年（1569年），相良氏殺害島津方派出的和睦使者，並與菱刈氏一同舉兵。此時從羽月城退去，並因為撤退至本領出水而激怒義久。天正6年（1578年），在高城川之戰中，為了防禦呼應大友氏的相良氏，守備出水城。天正9年（1581年），成為討伐相良氏的先鋒，終於令相良氏臣從。
天正12年（1584年）3月，在與龍造寺氏的沖田畷之戰中亦有從軍並立下軍功。
從得到將軍義輝下賜「義」字可知，在島津一門中，得到僅次於宗家當主義久的地位，領地亦有出水、高城、水引、山野等3萬1千9百零5石祿高。在天正13年（1585年）死去。享年50歲。